# Tukoni
Tukoni (укр. Туконі) — пригодницька point-and-click відеогра за книжками львівської письменниці та ілюстраторки Оксани Були, розроблена спільними зусиллями кількох українських розробників. У липні 2020 року Tukoni отримала грант від Українського культурного фонду на створення прототипу, ставши першою відеогрою в Україні, яка отримала фінансову підтримку від державної установи. 12 листопада 2020-го демоверсія відеогри була випущена для Android, а 19 листопада відбувся її офіційний випуск у Steam. 
У квітні 2024 року розробники повідомили про відновлення створення гри після кількарічної тиші про проєкт, яким займатиметься компанія «Dream Operator». Разом із тим демоверсія здобула нову назву, ставши «Tukoni: Prologue» (укр. Туконі: Пролог).
8 червня 2024 року в рамках презентації Wholesome Direct 2024 відбувся офіційний анонс гри та з'явилась сторінка у магазині Steam. Гра отримала назву «Туконі: Хранителі Лісу».

## Сюжет та ігровий процес
У Tukoni оповідаються події за мотивами однойменної серії книг української письменниці та ілюстраторки Оксани Були, виданих «Видавництвом Старого Лева», а саме «Туконі – мешканець лісу», «Зубр шукає гніздо», «День народження ялинки» та «Ведмідь не хоче спати». Головним героєм відеогри є книжковий персонаж під ім'ям Туконі Мандрівник, який, мандруючи лісом, допомагає різним місцевим звірям. Tukoni побудована у жанрі пригодницької point-and-click відеогри, де гравцеві потрібно вирішувати різноманітні головоломки, досліджуючи локації для пошуку потрібних предметів та поєднуючи знахідки між собою чи довкіллям. Дії гри відбуваються у двовимірному вигляді.

## Розроблення та випуск
Перша інформація про відеогру з'явилася в липні 2020 року з дописом Оксани Були у Facebook про отримання грантової підтримки на створення ознайомчої версії проєкту від Українського культурного фонду, державної установи заснованої 2017 року під керівництвом Міністерства культури України. Як зазначають творці проєкту, перемовини щодо створення відеогри розпочалися на початку 2019 року, а у впродовж року напрацьовувалися перші концепти сценарію. Ідея створення проєкту зародилася 2018 року. Tukoni стала першою відеогрою в Україні, яка отримала фінансову підтримку від державної установи. Загалом відеогра отримала грант у розмірі близько 700 тисяч гривень. Однак, за словами розробників, цієї суми не вистачить на створення повноцінної відеогри. Тому після створення демонстраційної версії команда планує залучити додаткові кошти, запустивши краудфандингову кампанію.
Над створенням Tukoni працює низка вихідців з різних український відеоігрових компаній: головним дизайнером Tukoni став працівник Frogwares та співзасновник New Cave Media Олексій Фурман, серед іншого, автор документального проєкту Aftermath VR: Euromaidan, присвяченого Революції гідності, та продюсер проєкту «Знайомства з Туконі VR»; головним розробником проєкту став Олексій Сисоєв, один зі співзасновників студії Tobto, яка займається створенням проєктів для віртуальної реальності. Оксана Була відповідала безпосередньо за ідейну частину, сценарій та графічну складову. Для розроблення Tukoni використовували відеоігровий рушій Unity з плагіном Adventure Creative.
Перший трейлер відеогри з'явився наприкінці жовтня 2020 року. Демонстраційна версія Tukoni була випущена у безкоштовному доступі 12 листопада 2020 року для Android через Google Play та 19 листопада того ж року для Microsoft Windows через Steam. Також ознайомча версія відеогри була доступною на платформі Itch.io. Tukoni від початку доступна сімома мовами, зокрема українською. Вона отримала дуже схвальні відгуки від гравців, які хвалили проєкт за гарний арт дизайн, цікаві головоломки та приємний музичний супровід. 